# Paulson Adebo
Saiid Paulson Adebo (Farmington, 3 luglio 1999) è un giocatore di football americano statunitense che milita nel ruolo di cornerback per i New York Giants della National Football League (NFL).

## Carriera

### New Orleans Saints
Adebo al college giocò a football a Stanford. Fu scelto nel corso del terzo giro (76º assoluto) nel Draft NFL 2021 dai New Orleans Saints. Debuttò come professionista partendo come titolare nella gara del primo turno contro i Green Bay Packers mettendo a segno 3 tackle. La sua stagione da rookie si chiuse con 66 placcaggi e 3 intercetti, disputando tutte le 17 partite come titolare.
Nel nono turno della stagione 2023 Adebo fu premiato come miglior difensore della NFC della settimana dopo avere fatto registrare 7 tackle, 3 passaggi deviati, 2 intercetti, un fumble forzato e uno recuperato nella vittoria per 24-17 sui Chicago Bears.

### New York Giants
Il 10 marzo 2025 Adebo firmò con i New York Giants un contratto triennale.

## Palmarès
- Difensore della NFC della settimana: 1

9ª del 2023